# Wasilij Koczetkow

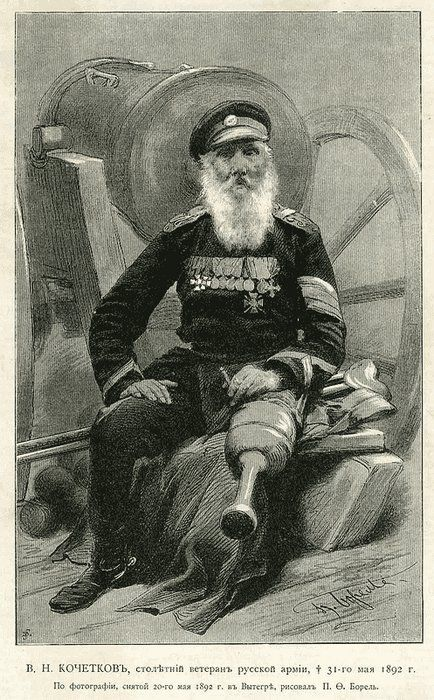
Wasilj Koczetkow

Wasilij Koczetkow, Василий Николаевич Кочетков (ur. 1785 w guberni symbirskiej, zm. 30 maja 1892 w Biełoziersku) – rosyjski wojskowy zwany żołnierzem trzech carów z racji służby trwającej 81 lat; uczestnik kampanii 1812 r., wojny rosyjsko-tureckiej z lat 1828-1829, wojny rosyjsko-polskiej z lat 1830-1831, wojny kaukaskiej, wojny krymskiej, rosyjskiego podboju Azji Środkowej i wojny rosyjsko-tureckiej z lat 1877-1878.
Służył m.in. w Pułku Grenadierów Lejbgwardii, Pawłowskim Pułku Lejbgwardii, 17 Niżnonowogrodzkim Pułku Dragonów, 64 Kazańskim Pułku Piechoty i w Pułku Dragonów Lejbgwardii
W 2013 r., w związku z inicjatywą budowy pomnika Koczetkowa w Uljanowsku, pojawiły się sugestie, że jego oficjalna biografia, oparta prawdopodobnie na życiorysie rzeczywistego podoficera, jest w znacznej mierze wytworem carskiej propagandy, która chciała podnieść prestiż służby wojskowej, podupadły po reformach Aleksandra III.